# Селимова, Джаннет Алибековна
Джаннет Алибековна Селимова (род. 1940) — азербайджанский театральный режиссёр. Народная артистка Азербайджана (1998).

## Биография
Родилась в семье инженера Алибека Селимовича Селимова (1902—1976), уроженца села Ахты, лезгинского происхождения, выпускника Бакинского института нефти и химии, и врача Анны Моисеевны Коренман, родом из Одессы, еврейского происхождения, выпускницы Бакинского медицинского института. В 1962 году окончила филологический факультет Азербайджанского государственного университета, в 1967 году — факультет драматической режиссуры Ленинградского государственного института театра, музыки и кинематографии (ныне — РГИСИ).
Преподавала в студии «Киноактёр» при Союзе кинематографов Азербайджанской ССР. В 1967—1992 годах — режиссёр Русского драматического театра им. Самеда Вургуна (в 1981—1992 годах — главный режиссёр), затем работала главным режиссёром в Театре музыкальной комедии, вышла замуж за его директора Газанфара Топчуева (1929—2005).
Основатель и художественный руководитель Бакинского камерного театра (1991). Осуществила также ряд постановок в Государственном театре музыкальной комедии, Азербайджанском государственном академическом театре оперы и балета, Театре юного зрителя, Сумгаитском государственном драматическом театре. Профессор Азербайджанского государственного университета культуры и искусств.
17 января 2020 года распоряжением Президента Азербайджана Ильхама Алиева Джаннет Селимова была награждена орденом «Шараф» за заслуги в развитии культуры.

## Семья
- Старший брат — Мусабек Селимов (1929—1944), умер от осложнений аппендицита.
- Двоюродный брат (сын родной сестры матери, врача-педиатра Фейги (Фани) Моисеевны Коренман, 1897—1974) — математик и логик Лотфи Заде[6][7][8][9][10].

## Награды
- Орден «Честь» (17 января 2020 года) — за большие заслуги в развитии азербайджанской культуры[11].
- Орден «Слава» (17 января 2000 года) — за заслуги в развитии азербайджанского театрального искусства[12].
- Орден «Знак Почёта».
- Народная артистка Азербайджана (24 мая 1998 года) — за большие заслуги в развитии азербайджанской культуры[13].
- Заслуженный деятель искусств Азербайджанской ССР (10 января 1978 года).
- Золотой дервиш (2004 год).
- Персональная пенсия Президента Азербайджанской Республики (5 июля 2003 года)[14].